# خشمگین ۴
خشمگین ۴ (انگلیسی: Furious 4) یک بازی ویدئویی لغو شده در سبک تیراندازی اول شخص است که قرار بود توسط یوبی‌سافت برای پلت‌فرم‌های اکس‌باکس ۳۶۰، پلی‌استیشن ۳، و مایکروسافت ویندوز منتشر شود. در ژوئیه ۲۰۱۵، استودیوی سازندهٔ بازی، گیرباکس سافتور ادامهٔ ساخت بازی را متوقف کرد، اما از بسیاری از عناصر اصلی روند بازی در پروژهٔ بعدی خود «بتل‌بورن» استفاده کرده است.